# سيرج بوردونكل
سيرج بوردونكل (بالفرنسية: Serge Bourdoncle)‏ (24 يناير 1936 - 10 أكتوبر 2020)، هو لاعب كرة قدم محترف فرنسي.